# Agnes Kuck
Agnes Kuck (ur. 1911 w Dorpacie, zm. 1978 w Legionowie) – przedwojenna polska aktorka filmowa.
Urodziła się w Estonii, lecz jej rodzice byli Polakami. Po śmierci męża, matka wyszła ponownie za mąż i powróciła do Polski. Nastoletnia Agnieszka w konkursie na „najmilszego podlotka” wygrała miejsce w Instytucie Filmowym Biegańskiego, gdzie rozpoczęła naukę. Do głównej roli w Mocnym człowieku wybrał ją odtwórca głównej roli Grigorij Chmara. Jest to prawdopodobnie jedyny film z jej udziałem, który się zachował. Być może grywała w produkcjach średnio- i krótkometrażowych, które zaginęły, jak wiele filmów kina niemego.
Po zamążpójściu przestała grywać w filmach.
Jej losy skomplikowała II wojna światowa: walczyła w powstaniu warszawskim, trafiła do obozu na granicy niemiecko-szwajcarskiej, po wyzwoleniu znalazła się w Anglii, do Polski powróciła w 1947 r.
Przez długie lata, ze względu na skąpe informacje o Agnes, uznawana była za aktorkę niemiecką. Pomyłkę sprostował jej syn, po wydaniu filmu Mocny człowiek na DVD w 2006 r.

## Filmografia
- Mocny człowiek (1929) – Łucja, kochanka Henryka – głównego bohatera